# ケレスの像
『ケレスの像』（ケレスのぞう、露: Статуя Цереры、英: A Statue of Ceres）は、フランドルのバロック期の巨匠ピーテル・パウル・ルーベンスが1615年ごろ、オーク板上に油彩で制作した絵画である。プットが古代ローマの豊穣の女神ケレスに花輪をささげている姿を描いているが、果物と野菜の描写にはフランス・スナイデルスの助力を得ている。現在、サンクトペテルブルクのエルミタージュ美術館に所蔵されている。作品は1760年にデン・ハーグで1210ギルダーで売却され、その8年後にブリュッセルでカルル・デ・コーベン (Carl de Coben) のコレクションからエルミタージュ美術館のために取得されたものである。

## 作品
女神ケレスの彫像は建築枠の中の壁龕内部に立ち、アントウェルペンのルーベンスの家の中庭に見られるものと多くの類似点を示している。ルーベンスは、この絵画で息子アルベルト (1614年生まれ) の顔を前景中央のプットの顔に用いることによって、自伝的な要素を加えている可能性がある。画家は本作に細かな、量感を表現する筆致を適用しており、それは1615年ごろの制作年代を示唆している。
画中の果物と野菜からなる2本の花綱はスナイデルスの手に帰される。後のルーベンスの作品においてスナイデルスが描いた花綱は、美しく描かれた半透明のブドウの皮がある本作の花綱と際立った類似性を示している。作品を所蔵するエルミタージュ美術館の初期の目録では、ルーベンスの協力者としてスナイデルスではなくヤン・ブリューゲル (父) の名を挙げている。しかし、細密画家を想起させるヤンのより精緻な手法を考慮すると、ヤンへの帰属は信憑性がない。
ルーベンスとスナイデルスは本作以降、花綱や果物籠に関連した主題で数点の絵画を共同で制作している。それらは、『果物綱』（1616-1617年ごろ、アルテ・ピナコテーク、ミュンヘン）、『幼児キリストと洗礼者聖ヨハネ、二人の天使』（1615-1620年ごろ、美術史美術館、ウィーン）、そしてやや少し後の『二人のプットのいる果物と花の飾り』（1620-1630年、プラド美術館、マドリード）などの作品である。

## ギャラリー

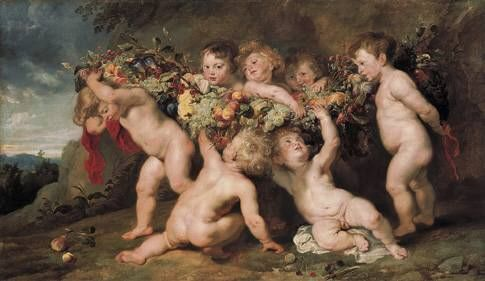
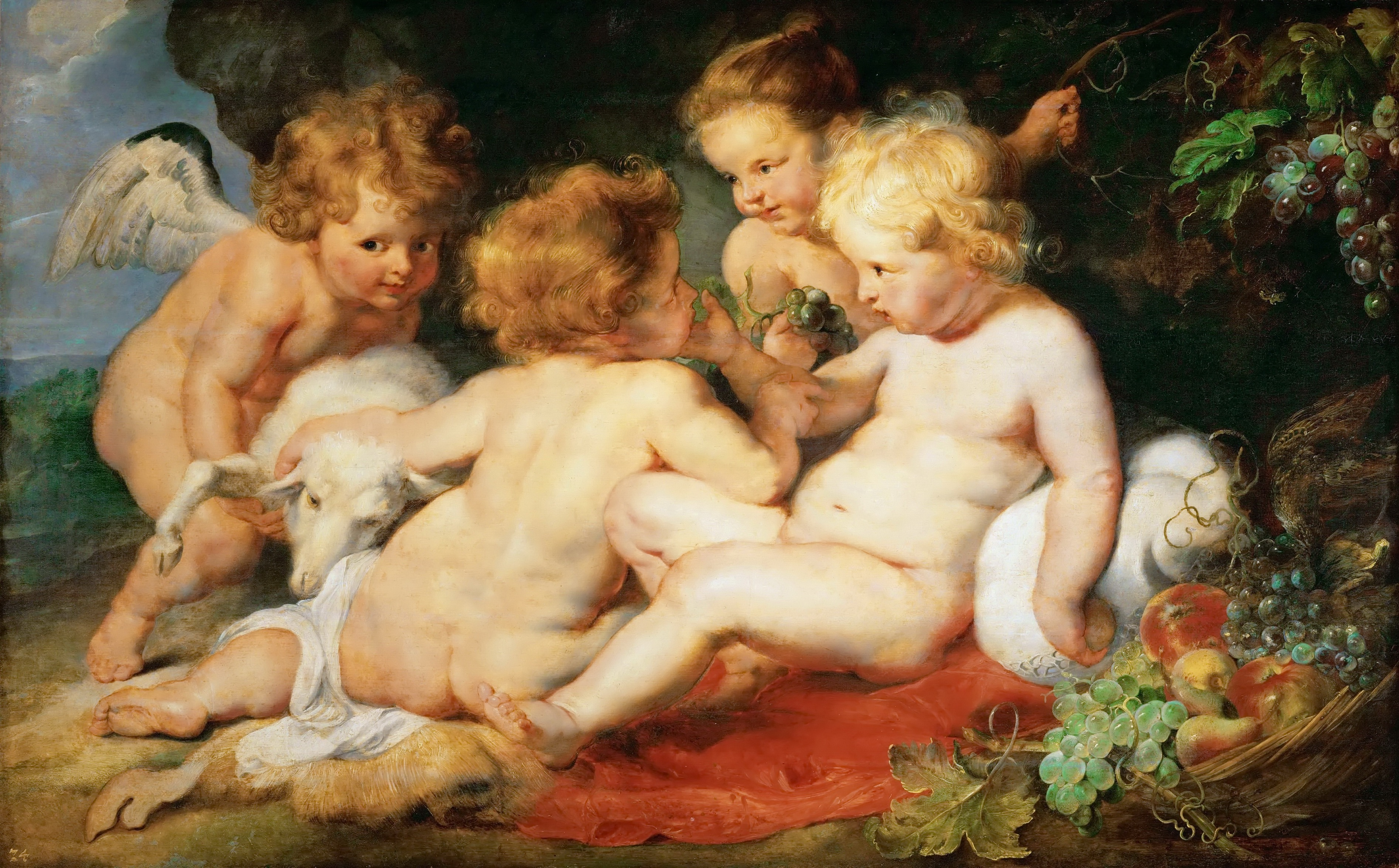
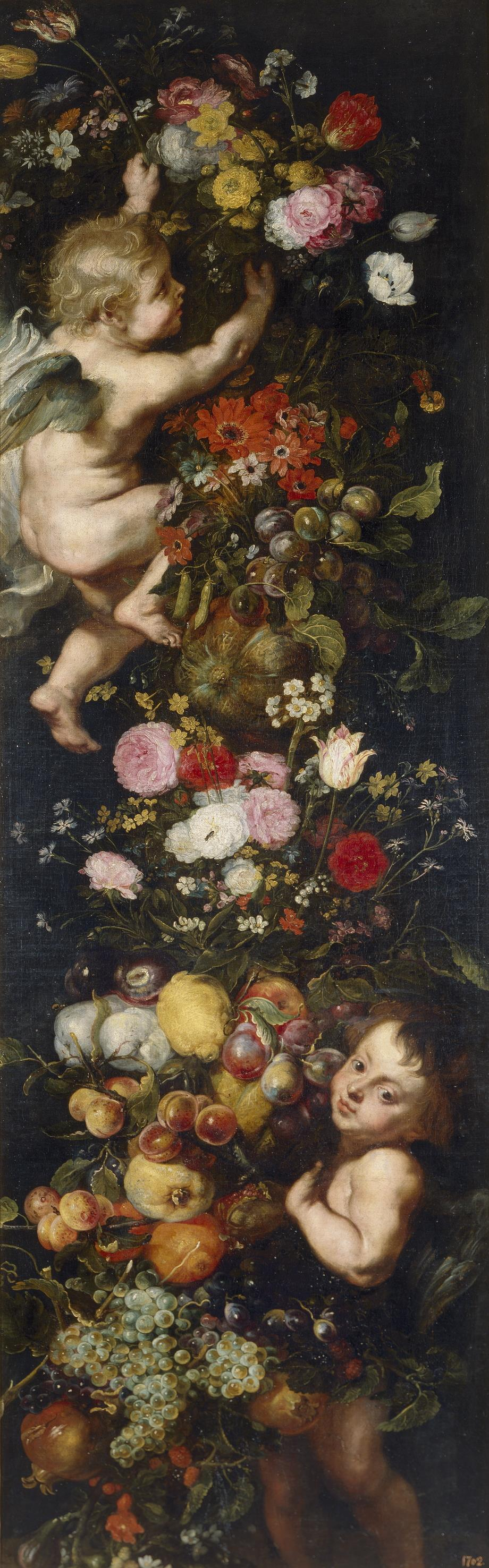

左：ルーベンス、スナイデルス、ヤン・ウィルデンス『果物綱』（1616-1617年ごろ）、アルテ・ピナコテーク、ミュンヘン
中央：ルーベンス、スナイデルス『幼児キリストと洗礼者聖ヨハネ、二人の天使』（1615-1620年ごろ）、美術史美術館、ウィーン
右：ルーベンス (工房)、スナイデルス、ヤン・ブリューゲル (父)『二人のプットのいる果物と花の飾り』（1620-1630年ごろ）、プラド美術館、マドリード